# رمضان في الجزائر
يحظى شهر رمضان في الجزائر بأجواء متميزة لها طعمٌ خاص ينفرد بها عن باقي الدول الإسلامية، فهي تجمع بين العبادة والمتعة والترفيه، تستعد الأسر الجزائرية لاستقبال شهر رمضان بشكل احتفالي، بتجديد مستلزمات المطبخ، وتهيئة المنزل للسهر. كما تستعد الأسر الجزائرية بإعداد الأطعمة من زيت الزيتون والتمور الرفيعة التي ينتجها الجنوب الجزائري، إلى مختلف أنواع التوابل، بالإضافة إلى الحلويات، التي يكثر الإقبال عليها في الشهر الكريم، خاصّة «الزلابية» و«قلب اللوز».

## معرض الصور

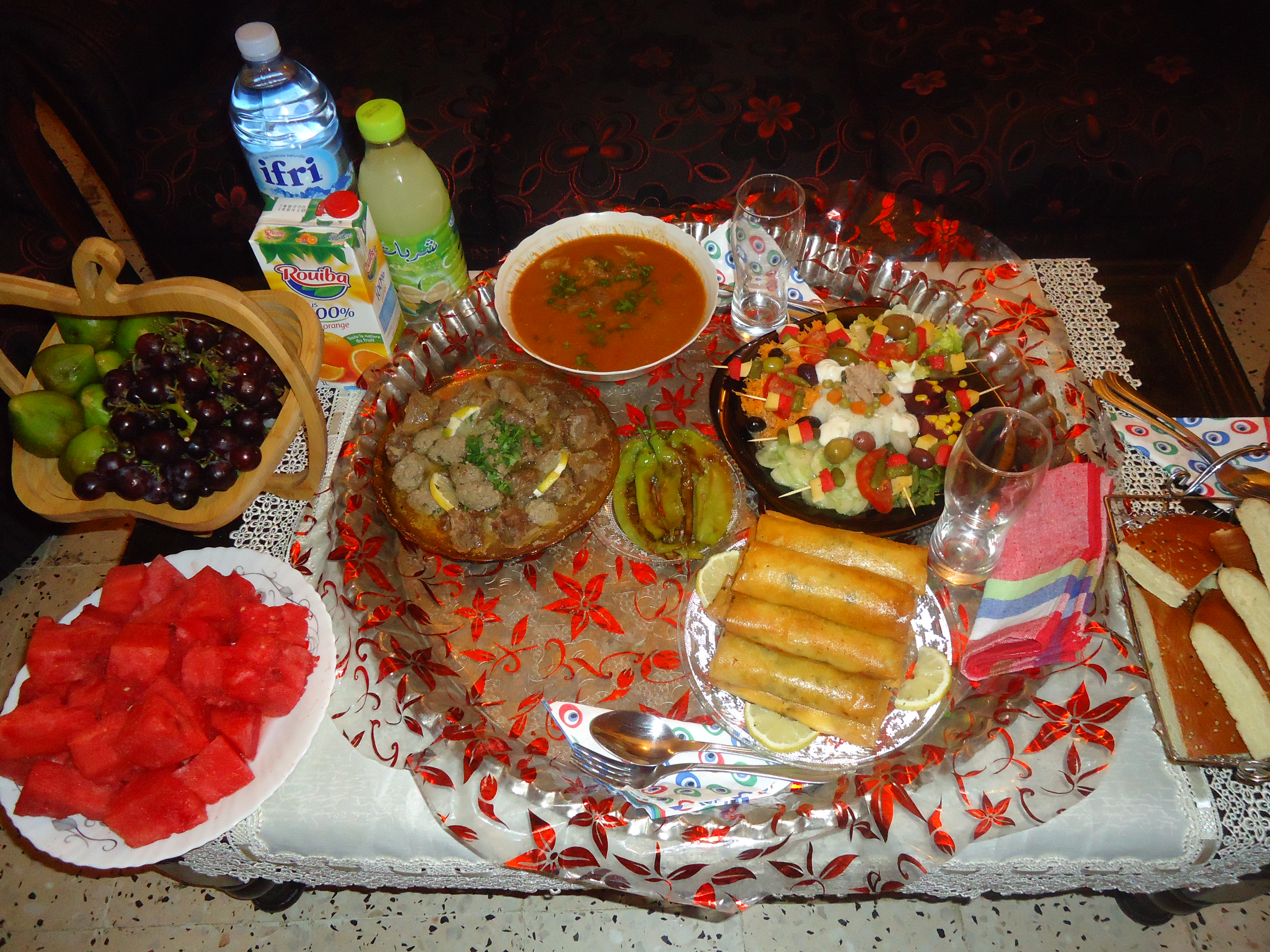
الشربة أو الحريرة الجزائرية
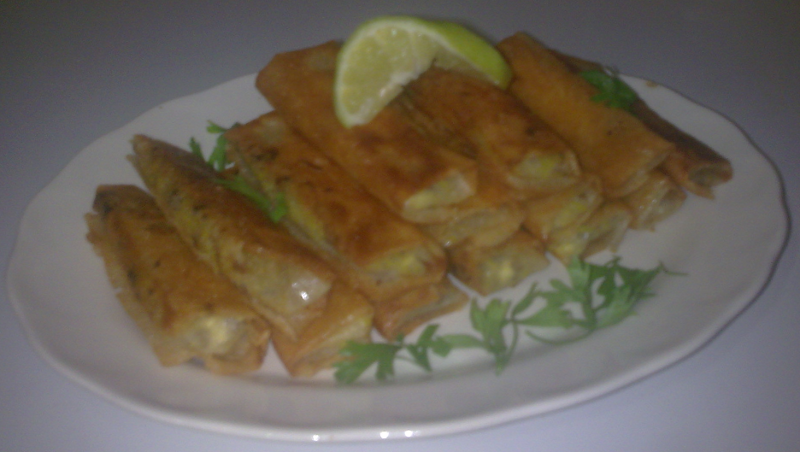
البوراك الوهراني
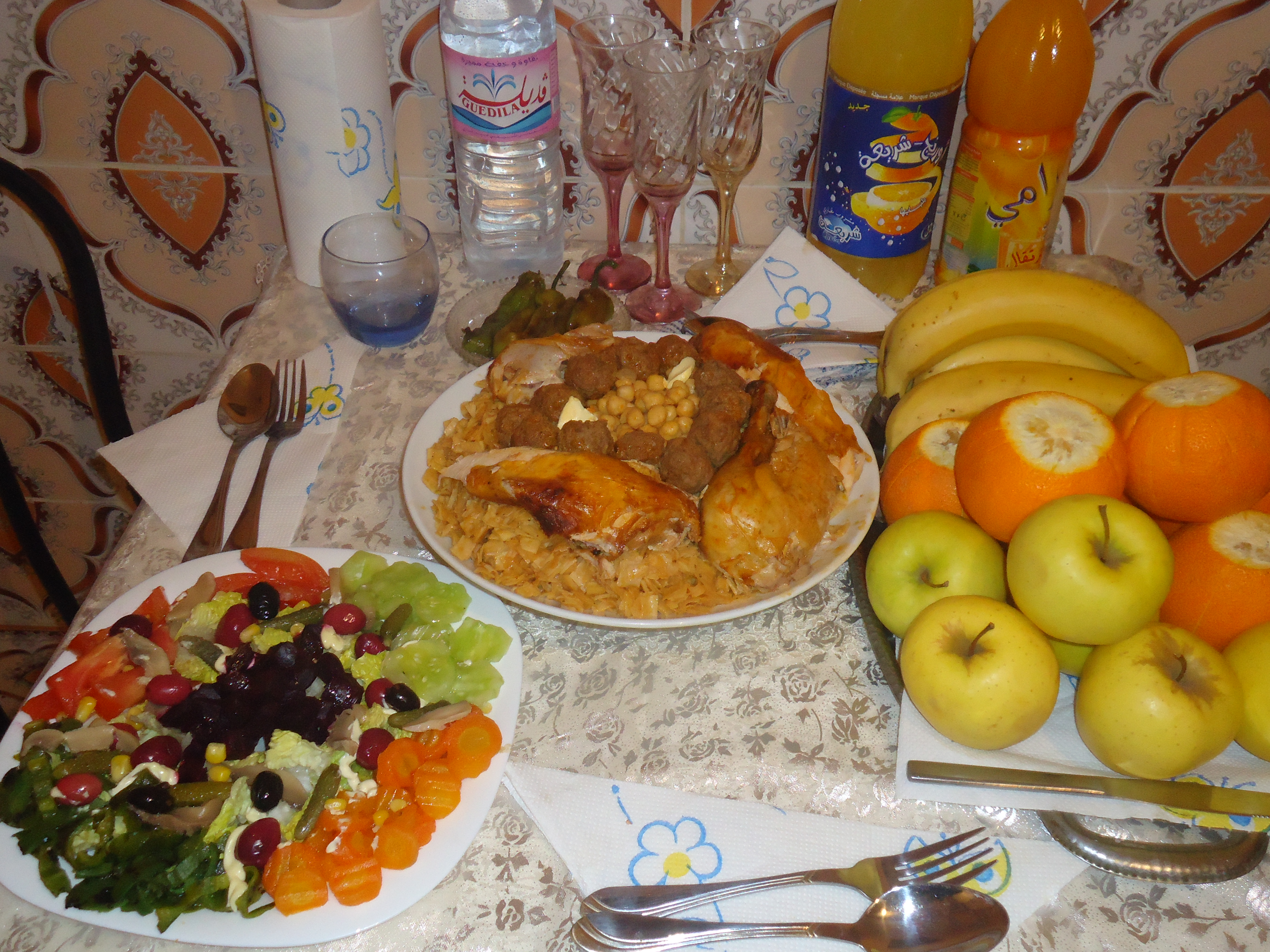
مكرونة باللحم المفروم والدجاج
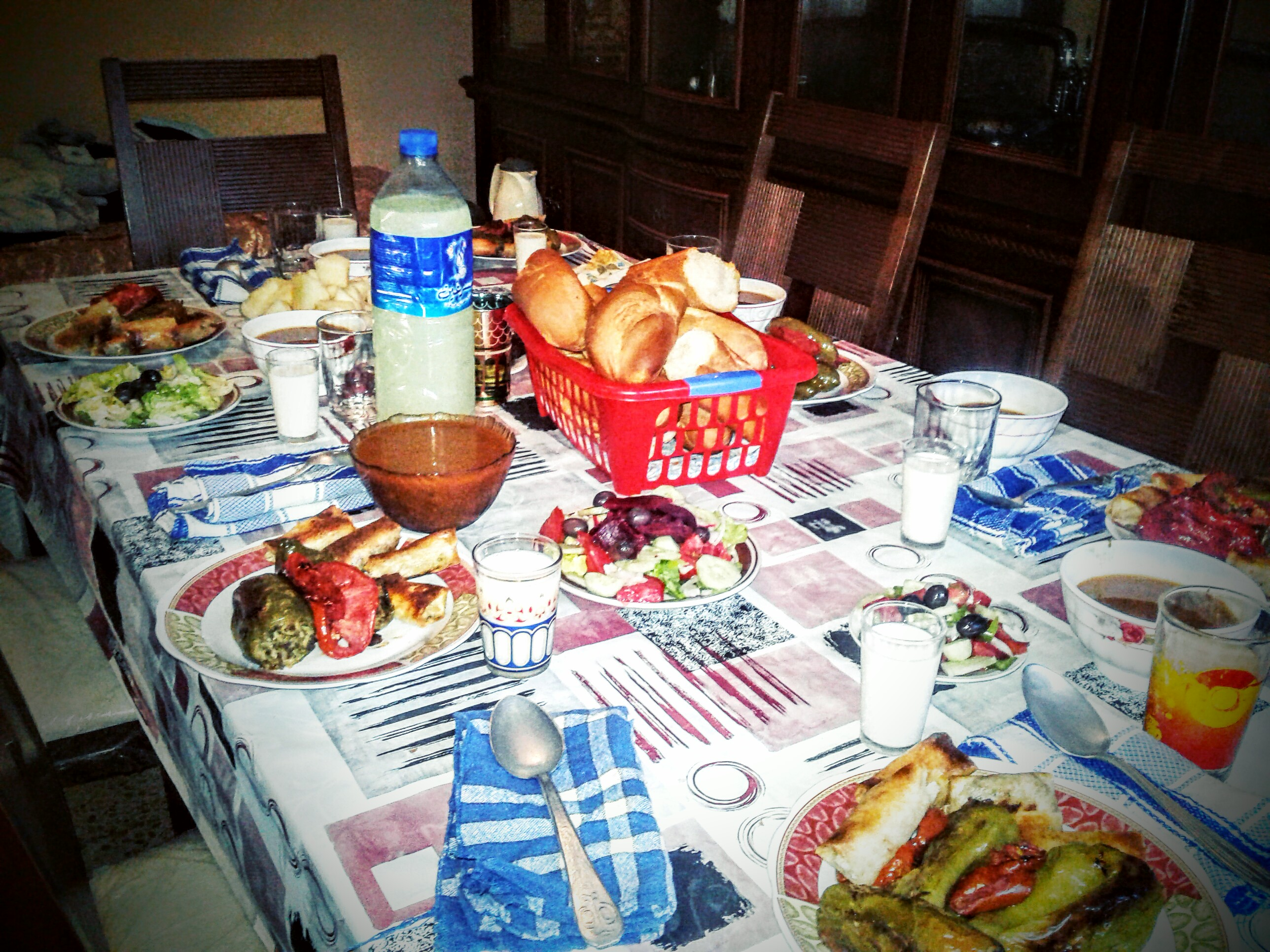
مائدة الإفطار الجزائرية
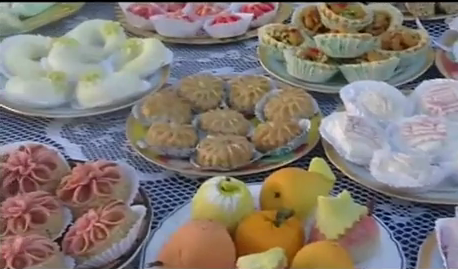
الكعك التقليدي الجزائري
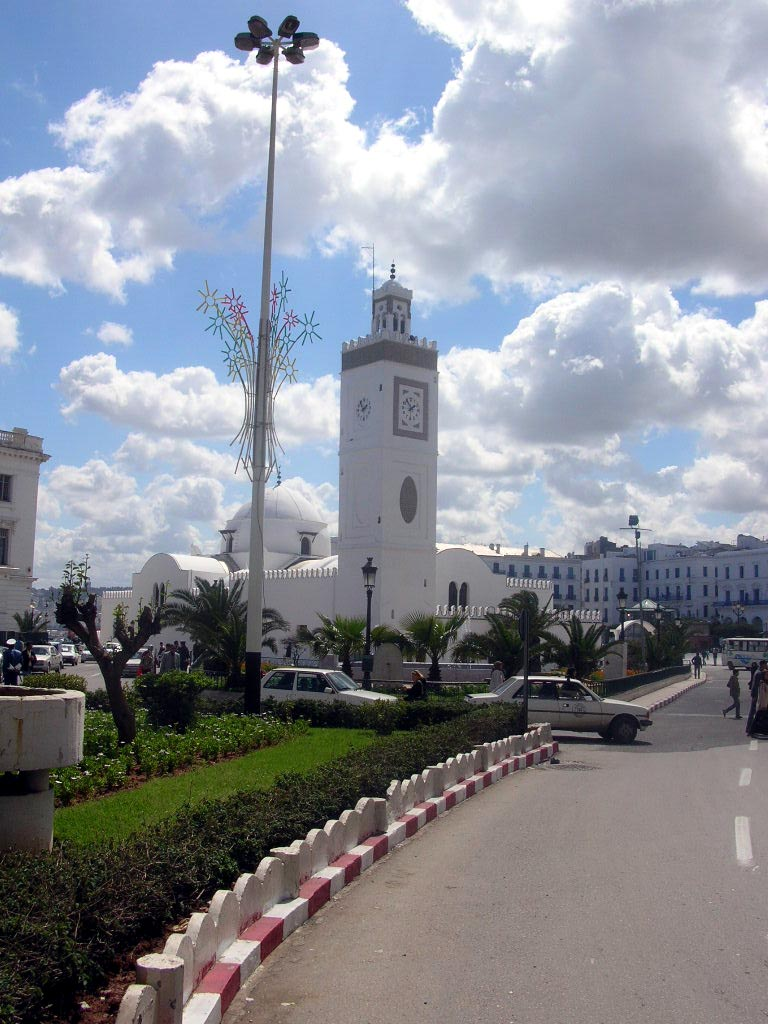
المسجد الكبير الجزائر العاصمة